# Češovské lesy
Evropsky významná lokalita Češovské lesy se nachází v západní části Královéhradeckého kraje a rozkládá se na katastrálních územích obcí Češov, Cholenice, Jičíněves, Kopidlno, Nemyčeves, Slatiny, Slavhostice a Vršce. O chráněné území soustavy Natura 2000 pečuje Krajský úřad Královéhradeckého kraje.
Hlavními předměty ochrany jsou stanoviště dubohabřin asociace Galio-Carpinetum a evropsky velmi hodnotné staré acidofilní doubravy s dubem letním (Quercus robur) na písčitých pláních. V území převládají hercynské dubohabřiny s dominantním dubem zimním (Quercus petraea) ve stromovém patře. V bylinném patře jsou hojné druhy rostlin mařinka vonná (Galium odoratum), ptačinec velkokvětý (Stellaria holostea), plicník tmavý (Pulmonaria obcura), jahodník truskavec (Fragaria moschata), černýš luční (Melampyrum pratense), kopytník evropský (Asarum europaeum), konvalinka vonná (Convallaria majalis), bezkolenec rákosovitý (Molinia arundinacea), lipnice hajní (Poa nemoralis), brusnice borůvka (Vaccinium myrtillus), bukvice lékařská (Betonica officinalis) či tolita lékařská (Vincetoxicum hirundinaria). Ze zvláště chráněných druhů rostlin se zde vyskytují lilie zlatohlavá (Lilium martagon), medovník meduňkolistý (Melittis melissophyllum) a kruštík modrofialový (Epipactis purpurata). Zoologický průzkum zde nebyl proveden.
V EVL Češovské lesy se rovněž nachází kulturní památka hradiště Češovské valy.